# Edward Bulfin
Sir Edward Stanislaus Bulfin (Rathfarnham, Dublim, 6 de novembro de 1862 — Boscombe, Bournemouth, 20 de agosto de 1939) foi um general britânico durante a Primeira Guerra Mundial, que se notabilizou como comandante de brigada, de divisão e de corpo. É conhecido principalmente pelas suas ações durante a Primeira Batalha de Ypres, quando organizou forças improvisadas para atrasar o avanço do assalto alemão.
Em 1917 e 1918 comandou o Corpo XXI na Campanha do Sinai e Palestina.

## Juventude
Edward Stanislaus Bulfin nasceu em Woodtown Park, Rathfarnham, um subúrbio do sul de Dublim. Era o segundo filho de Patrick Bulfin e Teresa Clare Carroll. A família do pai era originária do que é atualmente o Condado de Offaly e o avô paterno foi eleito Lord Mayor (presidente do conselho municipal) de Dublim em 1870.
Frequentou o Colégio de Stonyhurst, em Clitheroe, Lancashire, e a Escola Pública Católica de Kensington. Apesar de ter frequentado o Trinity College de Dublim, não completou o curso, tendo optado pela carreira militar.

## Início da carreira militar
Após abandonar a Universidade de Dublim, entrou para a Milícia de Armagh, onde esteve até ser chamado para o Princess of Wales's Own (Yorkshire Regiment) em 1884. Depois serviu como miliciano nos Fuzileiros Reais Irlandeses. em 31 de dezembro de 1889 foi enviado para a Índia e entrou no serviço ativo pela primeira vez no ano seguinte na Birmânia. Foi promovido a capitão em 30 de janeiro de 1895. Em 1898 foi nomeado Adjunto da Guarnição em Dover e em novembro do mesmo ano embarcou para a África do Sul como Secretário Militar Assistente o general irlandês William Butler.
Quando estalou a Segunda Guerra dos Bôeres, em 1899, foi graduado major de brigada (chefe de estado-maior) da 9.ª Brigada. Esteve em ação em várias escaramuças na África do Sul e foi promovido a major brevet em novembro de 1900. Esteve em várias batalhas, nomeadamente Belmont, Modder River, Magersfontein, Rhenoster e Lindley. Retomou a sua patente regular de capitão no seu regimento em 12 de dezembro de 1901 e serviu na África do Sul até ao fim da guerra. Saiu da Cidade do Cabo em finais de junho, rumo a Southampton, onde desembarcou no mês seguinte.
Ao regressar a Inglaterra foi graduado tenente-coronel na lista de honras da África do Sul publicada em 26 de junho de 1902 e abandonou o serviço de combate, enveredando por uma carreira de estado-maior. Entre 1902 e 1904 esteve no comando da logística do Corpo I e entre 1906 e 1910 como adjunto e quartel-mestre-general na Colónia do Cabo. Quando regressou novamente a Inglaterra foi promovido a coronel e foi-lhe dado o comando a Brigada de Essex, uma nomeação pouco usual pois nunca tinha comandado um batalhão. Em 1913 foi novamente promovido e foi nomeado comandante da prestigiada 2.ª Brigada de Infantaria. Entre 1914 e 1939 foi o coronel regimental do Alexandra, Princess of Wales's Own (Yorkshire Regiment).

## Primeira Guerra Mundial

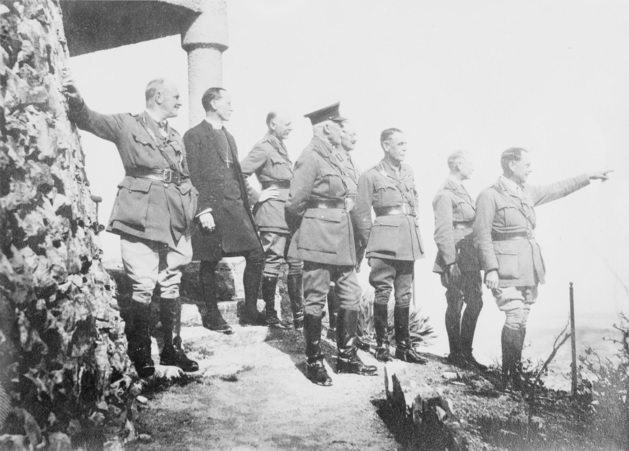
Bulfin, terceiro da direita, com outros generais no Monte das Oliveiras, Jerusalém, 19 de março de 1918

Quando estalou a Primeira Guerra Mundial, Bulfin e a 2.ª Brigada foram transportados para a Frente Ocidental como parte da Força Expedicionária Britânica (BEF) original. Durante os combates em redor de Ypres, no final de outubro de 1914, organizou uma força improvisada de seis batalhões (conhecida como "Força de Bulfin") e comandou um contra-ataque apra conter o avanço alemão. Este feito foi consideravelmente elogiado pelo comandante do Corpo I, Douglas Haig e do comandante da BEF, John French. Em dezembro foi promovido para comandar a então formada 28.ª Divisão e liderou a sua formação em fortes ataques de gás na Segunda Batalha de Ypres ( 22 de abril — 25 de maio de 1915) e na Batalha de Loos (25 de setembro — 14 de outubro).
Bulfin adoeceu em outubro de 1915 e passou a primeira metade de 1916 em recuperação em Inglaterra, tendo assim evitado a transferência para Salonica. Voltou à Frente Ocidental em junho de 1916, para comandar a 60.ª Divisão durante a Batalha do Somme, apesar da sua divisão não ter tido um papel significante na ofensiva.

### Salonica e Palestina
Em dezembro de 1916, a 60.ª Divisão foi transferida para Salonica, onde esteve apenas seis meses e não se envolveu em combates relevantes. Em junho de 1917 Bulfin foi promovido a tenente-general e foi-lhe dado o comando do Corpo XXI na Palestina. Na Campanha do Sinai e Palestina provou ser um comandante de corpo competente, liderando a sua formação através das defesas otomanas na terceira batalha de Gaza (1—2 de novembro), abrindo caminho para a captura de Jerusalém. Mais tarde comandou o Corpo XXI na vitória retumbante da Batalha de Megido (19 a 21 de setembro de 1918).

## Pós-guerra
Depois do armísticio, Bulfin continuou no exército em vários postos de estado-maior, tendo sido promovido a general em 1925. Inicialmente manteve-se no Médio Oriente, em particular no Egito. Durante a Revolução Egípcia de 1919 ficou conhecido como um comandante militar muito eficaz no derrube da agitação, especialmente através da organização das chamadas "colunas voadoras", que retomaram o controlo da maior parte das cidades egípcias em março. No verão de 1920 foi-lhe oferecido o comando da polícia e dos serviços secretos na Irlanda, devido à sua lealdade à coroa, às suas origens irlandesas e à forma como lidou com a agitação nacionalista no Egito. Bulfin recusou, declarando que como católico e irlandês seria desagradável para ele desempenhar quaisquer cargos que não fossem de carácter puramente militar.
Reformou-se em 1926 e morreu na sua casa em 1939 em Boscombe, Dorset, no sudoeste de Inglaterra.